# Geron albidus
Geron albidus är en tvåvingeart som beskrevs av Walker 1857. Geron albidus ingår i släktet Geron och familjen svävflugor. Inga underarter finns listade i Catalogue of Life.